# Ziltoid the Omniscient
Albums de Devin Townsend
The Hummer
(2006) Ki
(2009)
Ziltoid the Omniscient est le neuvième album studio du musicien de metal canadien Devin Townsend, sorti sur son propre label Hevydevy et InsideOut Music en juin 2007.
L'album est un album-concept basé sur un personnage nommé Ziltoid, originaire de la planète Ziltoidia 9, qui voyage jusqu'à la Terre à la recherche de la « meilleure tasse de café » afin de pouvoir réaliser un voyage dans le temps,.
L'album a été entièrement écrit, joué et enregistré en solo par Townsend. Les pistes de batterie ont été enregistrées grâce à un logiciel nommé EZDrummer.
Townsend le décrit comme un mélange entre Strapping Young Lad et The Devin Townsend Band avec une touche du Cooked on Phonics de Punky Brüster.
Une suite nommée "Z²" (ou "Z2" comme abréviation de "Ziltoid 2") est sortie le 27 octobre 2014 .

## Titres
1. "ZTO" – 1:17
2. "By Your Command" – 8:09
3. "Ziltoidia Attaxx!!!" – 3:42
4. "Solar Winds" – 9:46
5. "Hyperdrive" – 3:47
6. "N9" – 5:30
7. "Planet Smasher" – 5:45
8. "Omnidimensional Creator" – 0:48
9. "Color Your World" – 9:44
10. "The Greys" – 4:15
11. "Tall Latte" – 1:03

### Special edition bonus disc
1. "Don't Know Why" – 7:34
2. "Travelling Salesman" – 2:14
3. "Another Road" – 4:29